# Фишер, Роберт (историк искусства)
Роберт Фишер (нем. Robert Vischer; 22 февраля 1847, Тюбинген — 25 марта 1933, Вена) — немецкий историк искусства, эстетик, педагог, профессор. Доктор наук. Член-корреспондент Баварской академии наук (1903).

## Биография
Сын философа Фридриха Теодора Фишера. Изучал историю искусств и философию в университетах Цюриха, Гейдельберга, Бонна, Мюнхена и Тюбингена. В 1872 году защитил докторскую диссертацию в Тюбингене на тему: «Об оптическом смысле формы».
До 1878 года работал в венской Академии изобразительных искусств. Затем переехал в Мюнхен, где в качестве приват-доцента читал лекции в местном университете и вновь защитился в 1879 году.
С 1882 года — экстраординарный профессор истории искусств университета в Бреслау. С 1885 года — профессор в университета Ахена, позже в 1893 году — профессор Гёттингенского университета.
Считается пионером теории эмпатии, понятие использованное в 1885 году Теодором Липпсом в контексте теории воздействия искусства. Был первым, кто постулировал различие между «Verstehen» (сострадание) и «Einfühlung» (эмпатия) в своей докторской диссертации в 1873 году.

## Избранные труды
- Über das optische Formgefühl — ein Beitrag zur Ästhetik, Diss., Tübingen 1872
- Luca Signorelli und die italienische Renaissance: eine kunsthistorische Monographie, Leipzig, Veit 1879
- Kunstgeschichte und Humanismus — Beiträge zur Klärung, Stuttgart 1880
- Neues über Bernhard Strigel, in: Jahrbuch der Kgl. Preußischen Kunstsammlung, 1885
- Studien zur Kunstgeschichte, Stuttgart: Bonz 1886 (Digitalisat)
- Peter Paul Rubens — Ein Büchlein für unzünftige Kunstfreunde, Berlin: Bruno Cassirer 1904
- Drei Schriften zum ästhetischen Formproblem, Halle a.d. Saale: M. Niemeyer 1927
- Empathy, Form, and Space — Problems in German Aesthetics 1873—1893, H. F. Mallgrave, E. Ikonomou, R. Vischer, K. Fiedler, H. Wölfflin: Oxford University Press 1994, ISBN 0-89236-259-6
- Weitere Werke von Robert Vischer im Katalog der Universitätsbibliothek Freiburg: